# Simulatour
Simulatour (i kommersiellt bruk skrivet SimulaTour) var en åkattraktion på Liseberg av typen simulator/biograf. Åkattraktionen invigdes 1990 i samband med att Spaceport Liseberg öppnade uppe på toppen av berget inne på Liseberg. Sista åkturen ägde rum år 2000, då åkattraktionen året därpå ersattes av 3D-biografen Maxxima. Simulatour byggdes av Iwerks Entertainment (numera Simex-Iwerks Entertainment) och Ride & Show Engineering.

## Åkattraktionen
Åkturen inleddes av en förfilm i en mindre, stollös biosalong. Förfilmens syfte var dels att bygga upp en berättelse och presentera rollfigurerna, dels att vara en sluss där åkarna kunde stå och vänta och samtidigt bli underhållna tills föregående åktur i simulatorn var slut.
Efter förfilmen gick besökarna in i den större simulatorbiosalongen utrustad med rörliga stolar. Här visades tre- till fyraminuterslånga äventyrsfilmer bestående av virtuella banor. De rörliga stolarna som hade två sittplatser per simulatorarm, så kallade tvåsitsmoduler, vibrerade och lutade åt det håll som banan gick. Detta simulerade känslan av att den åkande var en del av filmen.
Av säkerhetsskäl var stolarna utrustade med säkerhetsbälte, och noggranna instruktioner om hur de skulle fästas visades på skärmen före åkturen. Bältena gick ibland i baklås och fick öppnas upp av åkattraktionens operatör.[källa behövs]

## Simulatorsystemet
Simulatour på Liseberg hade plats för totalt 96 åkande samtidigt när alla tvåsitsmoduler var i funktion (vissa källor anger 94 åkande). Filmduken var en av världens största rektangulära filmduksmodeller med en storlek av 16 gånger 11 meter (176 kvadratmeter).
Filmformatet som användes kallas Iwerks 870T. "870T" står för "8 perforeringar, 70 millimeter, Turboride", vilket betyder att filmremsan är 70 mm bred där varje bildruta är 8 perforerade hål hög (det vill säga de hål som behövs för att mata filmen framåt i projektorn). Turboride anger att biografen är utrustad med rörliga tvåsitsmoduler. Bildrutorna ligger upprätta på filmremsan och har förhållandet 1,35:1 mellan bredd och höjd. Vanliga biografer använder oftast 35 mm film med höjden 4 perforerade hål.

## Filmerna
Simulatorfilmerna som visades på Liseberg producerades av Iwerks Entertainment i samarbete med andra företag, bland annat Midland Production Corp.. Förfilmerna hade ibland andra producenter än simulatorfilmerna. Vissa filmer visades under flera säsonger, och det hände även att simulatorfilmen byttes ut mitt i säsongen. Nedan listas de flesta av simulatorfilmerna med originaltitel i den ordning de visades på Liseberg. 
| År   | Titel                                                 |
| ---- | ----------------------------------------------------- |
| 1990 | Escape to Planet Earth                                |
| 1991 | Colossus                                              |
| 1992 | S.O.S. (Sub-Oceanic Shuttle) (sv. S.O.S. Ubåt Saknas) |
| 1993 | RoboCop - The Ride                                    |
| 1994 | Dino Island                                           |
| 1995 | Dino Island                                           |
| 1996 | Days of Thunder                                       |
| 1997 | Secrets of the Lost Temple                            |
| 1998 | Superstition (sv. Superstition - Skräckfärden)        |
| 1999 | Superstition (sv. Superstition - Skräckfärden)        |
| 2000 | Meteor Attack Dino Island                             |

### Escape to Planet Earth
| Visningsår | Längd | Video                                      |
| ---------- | ----- | ------------------------------------------ |
| 1990       | 3:10  | http://www.youtube.com/watch?v=X7XFr9jI9B4 |

I förfilmen får åkarna följa den mänskliga hjältinnan Siila som bryter sig in i "rymdpiraten" Vexors rymdbas på en främmande planet. Vexor vill ta över hela universum - och jorden står på tur. Med hjälp av en dator, gestaltad av ett silverfärgat kvinnohuvud, ska Siila kontakta och rädda ett antal tillfångatagna människor (åkarna i simulatorn), så att de kan varna sina medmänniskor på jorden om den annalkande utomjordiska attacken som Vexor planerar. Men när Siila kontaktar de tillfångatagna människorna, dyker Vexor upp via en teleporteringsmaskin. Vexor erbjuder Siila att ansluta sig till honom. Men när hon vägrar blir Vexor rasande och förvandlas till ett monster. Efter en kort strid mellan Siila och Vexor, och efter att datorn tvingats förinta sig själv, lyckas Siila fly genom att teleportera sig till stationen där de tillfångatagna människorna (åkarna) befinner sig. Vexor tittar därefter in i kameran och - med ett ondskefullt skratt - lovar att förgöra alla åkarna, varpå förfilmen slutar.
I simulatorfilmen är åkarna passagerare i Siilas rymdskepp. Hon berättar för åkarna att hon ska befria dem. Färden börjar inne i Vexors rymdbas. Genom labyrintliknande gångar lyckas rymdskeppet ta sig ut i vulkanlandskapet på den främmande planeten. Fientliga rymdskepp dyker upp och skjuter med laservapen. Färden fortsätter in i en bergsravin, och ner i den vulkaniska underjorden, och vidare in i ett utomjordiskt tempel, för att slutligen komma fram till en stor kupolbyggnad som sprängs när ett fientligt rymdskepp kraschar in i den. Därefter lyckas Siila ta rymdskeppet ut i rymden, och åkturen slutar med att hon säger "jorden, vi är på väg hem".
Liseberg hade ingen titel på den här filmen, som var den första som visades i Simulatour. Istället användes bara namnet Simulatour. Simulatorfilmen, som filmades i George Lucas modellstudio i San Francisco, gjordes av samma personer som även gjorde Star Wars-simulatorfilmen Star Tours och filmerna Star Trek, Star Trek III, Tron, Poltergeist och flera andra stora filmer. Filmen regisserades av Yas Takata och producerades av Don Fox. Musiken och ljudeffekterna skapades av Frank Serafine med hjälp av en Emulator IV digital sampler. Ljudeffekterna skapades i samarbete med den Oscarsbelönade ljudmixaren Gary Rydstrom vid Skywalker Ranch.
Förfilmen gjordes av Janolof Fritze, då bosatt i Los Angeles men numera i Göteborg. I förfilmen kombineras datoranimationer (Vexor och datorn) med live-action (Siila) om vart annat. Det kvinnoansikte som gestaltar datorn i filmen är baserat på den svenska skådespelerskan Greta Garbos ansikte.
Rollfigurerna syns bara i förfilmen. Däremot får åkarna höra Siilas röst i simulatorfilmen. Simulatorfilmen utgörs framför allt av live-action-sekvenser med miniatyrmodeller skapade av bland andra Fred Lewis. Både förfilmen och simulatorfilmen dubbades till svenska.
I Lisebergs informationsfolder från 1990 beskrivs åkattraktionen med "Du får vara med om en hisnande jakt undan hotfulla förföljare på en främmande planet!" och "Du befinner dig på en främmande planet, utan att veta hur - eller om - du nånsin kommer att få se jorden igen".
Den här simulatorfilmen visades även ett senare år i Simulatour, men då med annat ljudspår i form av musik av Bon Jovi.

### Colossus
| Visningsår | Längd | Video            |
| ---------- | ----- | ---------------- |
| 1991       | 3:29  | Simex-iwerks.com |

Filmen visar en inspelning från åkturen i en berg- och dalbana i trä.

### S.O.S. (Sub-Oceanic Shuttle)
| Visningsår | Längd | Video            |
| ---------- | ----- | ---------------- |
| 1992       | 3:31  | Simex-iwerks.com |

Åkaren befinner sig i framtiden där höghastighetsresor i havet har blivit möjligt. Resorna sker i fasta banor. I förfilmen berättar en vetenskapsman om resan som besökarna ska få åka. I simulatorfilmen ska undervattensfarkosten "Swordfish" göra sin första resa ner i havsdjupet, ner till Oceania - en nyligen upptäckt forntida stad på havsbotten. Färden börjar bra, men när datorerna som styr farkosten får problem sätter äventyret igång. Strax därpå inträffar en jordbävning och banan kollapsar. Undervattensfarkosten frigörs och störtar ner i en "bottenlös" ravin med attackerande havsvarelser, samtidigt som syret håller på att ta slut.
Lisebergs titel på filmen var "S.O.S. Ubåt saknas". I original-ploten nämns den forntida staden Oceania, men i Lisebergs informationsfolder från 1992 nämns istället Atlantis. Vetenskapsmannen i förfilmen har två assistenter. Dessa spelades av tvillingarna Dan och Don Stanton, kända från filmen Terminator 2 där de spelade vakten Lewis och T-1000 (som Lewis-kopia). S.O.S. var den första simulatorfilmen någonsin som var helt och hållet datoranimerad. Datoranimationerna gjordes av det franska företaget Ex Macchina. Filmen vann pris för bästa nya åkattraktion 1991.

### RoboCop - The Ride
| Visningsår | Längd | Video                           |
| ---------- | ----- | ------------------------------- |
| 1993       | 4:23  | Robocoparchive.com, Youtube.com |

Åkarna får följa med på en fartfylld motorcykelfärd tillsammans med Robocop. Uppdraget är att rädda borgmästaren i Detroit från den ondskefulle Cyberpunk ROM och hans gäng. Filmen baserades på långfilmen Robocop (1987).

### Dino Island
| Visningsår       | Längd | Video            |
| ---------------- | ----- | ---------------- |
| 1994, 1995, 2000 | 3:36  | Simex-iwerks.com |

Åkaren medverkar i en vetenskaplig expedition som skickats till en nyuppstånden ö som förbryllar biologerna världen över. Vid ankomsten till ön upptäcker åkaren blomstrande förhistoriska växter, mörka grottor, lavafloder och dinosaurier, bland annat T-rex, pteranodoner och apatosaurer.
Grafiken skapades av de prisbelönta utvecklarna på företaget Ex Macchina. Ljudeffekterna skapades av Soundelux of Hollywood.

### Days of Thunder
| Visningsår | Längd | Video                                  |
| ---------- | ----- | -------------------------------------- |
| 1996       | 3:50  | Iwerks.com (arkiverad via Archive.org) |

Förfilmen visade olika racertävlingsolyckor. Simulatorfilmen visades utifrån huvudpersonen Cole Trickles perspektiv då han deltar i racerbiltävlingen Daytona 500 med bil nummer 45. Trickles vinner och två kvinnor bär fram en buckla. Simulatorfilmen inkluderade även videoklipp från den riktiga Paramount-filmen Days of Thunder från 1990. Filmen bestod av liveaction-sekvenser.

### Secrets of the lost Temple
| Visningsår | Längd   | Video       |
| ---------- | ------- | ----------- |
| 1997       | ca 4:00 | Youtube.com |

Indiana Jones-inspirerad äventyrsfilm. I förfilmen visas hur en tonårspojke besöker ett mausoleumlikt bibliotek för att söka efter fakta till ett skolarbete. Djupt inne i biblioteket hittar han en magisk äventyrsbok, och stöter samtidigt på en mystisk bibliotekarie som påstår sig ha varit med om de äventyr som beskrivs i boken. När pojken öppnar boken transporteras han genom bländande blixt- och ljuseffekter till en annan dimension.
Simulatorfilmen inleds med att åkarna lyfts upp och därefter faller nedåt i simulatorstolarna samtidigt som filmen visar hur pojken faller ner på golvet framför en Indiana Jones-liknande äventyrare klädd i en fedorahatt. Efter att pojken och mannen blivit jagade av argsinta infödingar, faller de ner genom en fälla och landar på en flotte. Flotten tar dem genom forsande floder och vattenfall, bland skattgömmor och statyer i ett stort mayanskt tempel. Simulatorfilmen slutar med att pojken är tillbaka i biblioteket och upptäcker att han bär på fedorahatten. Han tar av sig hatten och vandrar iväg.
Under åkturen på flotten ändras simulatorfilmens berättarperspektiv från tredjepersonsperspektiv till pojkens perspektiv. Simulatorfilmen regisserades av Mix Ryan.

### Superstition
| Visningsår | Längd | Video                    |
| ---------- | ----- | ------------------------ |
| 1998, 1999 | 4:15  | Youtube.com, Youtube.com |

Mörkrets härskarinna Elvira (spelad av Cassandra Peterson) leder åkaren längs skräckfärden på en berg- och dalbana inne i Vidskepelsernas hus. Lisebergs titel på filmen var Superstition - Skräckfärden.

### Meteor Attack
| Visningsår | Längd | Video            |
| ---------- | ----- | ---------------- |
| 2000       | -     | Simex-Iwerks.com |

Det är 2200-tal. Åkaren får order om att flyga rymdfarkosten Rocketstar. När en meteor kolliderar med utpost 769 möts åkaren av en skara utomjordiska stridsflygplan.